# Le Picador
Pour les articles homonymes, voir Le Picador (homonymie).
Le Picador  est une aquarelle  peinte par Eugène Delacroix en 1832, représentant le tercio de pique d'une corrida. Il est conservé au cabinet des estampes du musée du Louvre avec d'autres dessins tauromachiques de Delacroix, notamment Picador et Chuletillo (1832), mine de plomb 18,1 × 22,4 cm.

## Contexte
Lors de son bref voyage en Espagne, Eugène Delacroix est très ému par l'atmosphère bouillonnante de l'Andalousie, en particulier de Cadix et de Séville, où « le peintre épuise toute la couleur locale, se fait expliquer le maniement des castagnettes, emporte force esquisses de picadors et de toreros. »  Delacroix a écrit qu'il avait vécu, pendant ce séjour là « vingt fois plus qu'en quelques mois à Paris . »
« L'aquarelle de Delacroix a été exposée par l'Institut français, lors de l'exposition à Madrid des « Pintores romanticos franceses en España » de janvier à février 1949. »

## Description
Le tableau de dimensions réduites offre la vision la plus noble de la phase de pique, à l'opposé des images sinistres de Goya et de ses Taureaux de Bordeaux. 
La grande simplicité du geste de l'homme, les couleurs douces de ses habits tranchent beaucoup avec les tableaux où, par la suite, Delacroix s'est plu à tordre en luttes sauvages des chevaux et des lions, décrire des combats de giaours et de pachas, selon Eva Petrová qui cite notamment Lion dévorant un cheval, 1844, 20,2 × 26,2 cm mine de plomb sur papier calque, cabinet des estampes du Louvre .
Pour Alvaro Martinez-Novillo, il est étonnant que Delacroix n'ait jamais peint la violence de la corrida.
Luigina Rossi-Bortolatto considère que Le Picador, en particulier sa posture, est très proche, voire  inspirée des combattants à cheval de La Bataille de Nancy que le peintre a réalisé l'année précédente.